# カザルヌオーヴォ・ディ・ナーポリ
カザルヌオーヴォ・ディ・ナーポリ（イタリア語: Casalnuovo di Napoli）は、イタリア共和国カンパニア州ナポリ県にある、人口約49,000人の基礎自治体（コムーネ）。

## 地理

### 位置・広がり
ナポリ県のコムーネ。県都ナポリ中心部から北東へ8kmの距離にある。

#### 隣接コムーネ
隣接するコムーネは以下の通り。
- アチェッラ
- アフラゴーラ
- カゾーリア
- ポッレナ・トロッキア
- ポミリアーノ・ダルコ
- サンタナスタジーア
- ヴォッラ

## 行政

### 分離集落
カザルヌオーヴォ・ディ・ナーポリには、以下の分離集落（フラツィオーネ）がある。
- Casarea, Tavernanova, Licignano